# Innocent Ier
Pour les articles homonymes, voir Innocent.
Innocent Ier ( latin : Innocentius I) est évêque de Rome du 21 décembre 401 jusqu'à sa mort le 12 mars 417. Dès le début de sa papauté, il est considéré comme l'arbitre général des conflits ecclésiastiques tant en Orient qu'en Occident. Il confirme les prérogatives de l'archevêque de Thessalonique et publie une décrétale sur les questions disciplinaires qui lui sont soumises par l'évêque de Rouen. Il défend Jean Chrysostome en exil et consulte les évêques d'Afrique concernant la controverse pélagienne, confirmant les décisions des synodes africains.
Il gouverne l'Église dans une période particulièrement difficile pour Rome, qui subit le siège et le saccage d'Alaric Ier, roi des Wisigoths, le 24 août 410.
Le prêtre et érudit catholique Johann Peter Kirsch, 1 500 ans plus tard, décrit Innocent comme un individu très énergique et très doué «... qui remplissait admirablement les devoirs de sa charge».
Il est fêté le 12 mars.

## Origines
Dans le Liber Pontificalis, selon son biographe Innocent est originaire d'Albano Laziale dans le Latium et fils d'un homme appelé Innocentius. D'autre part, dans une lettre adressée à son contemporain Demetrias, saint Jérôme le désigne comme le fils du pape précédent, Anastase Ier. Il a cependant été suggéré que Jérôme décrivait un lien simplement hiérarchique plutôt que biologique. Selon Urbano Cerri, le pape Innocent est originaire d'Albanie.

## Biographie

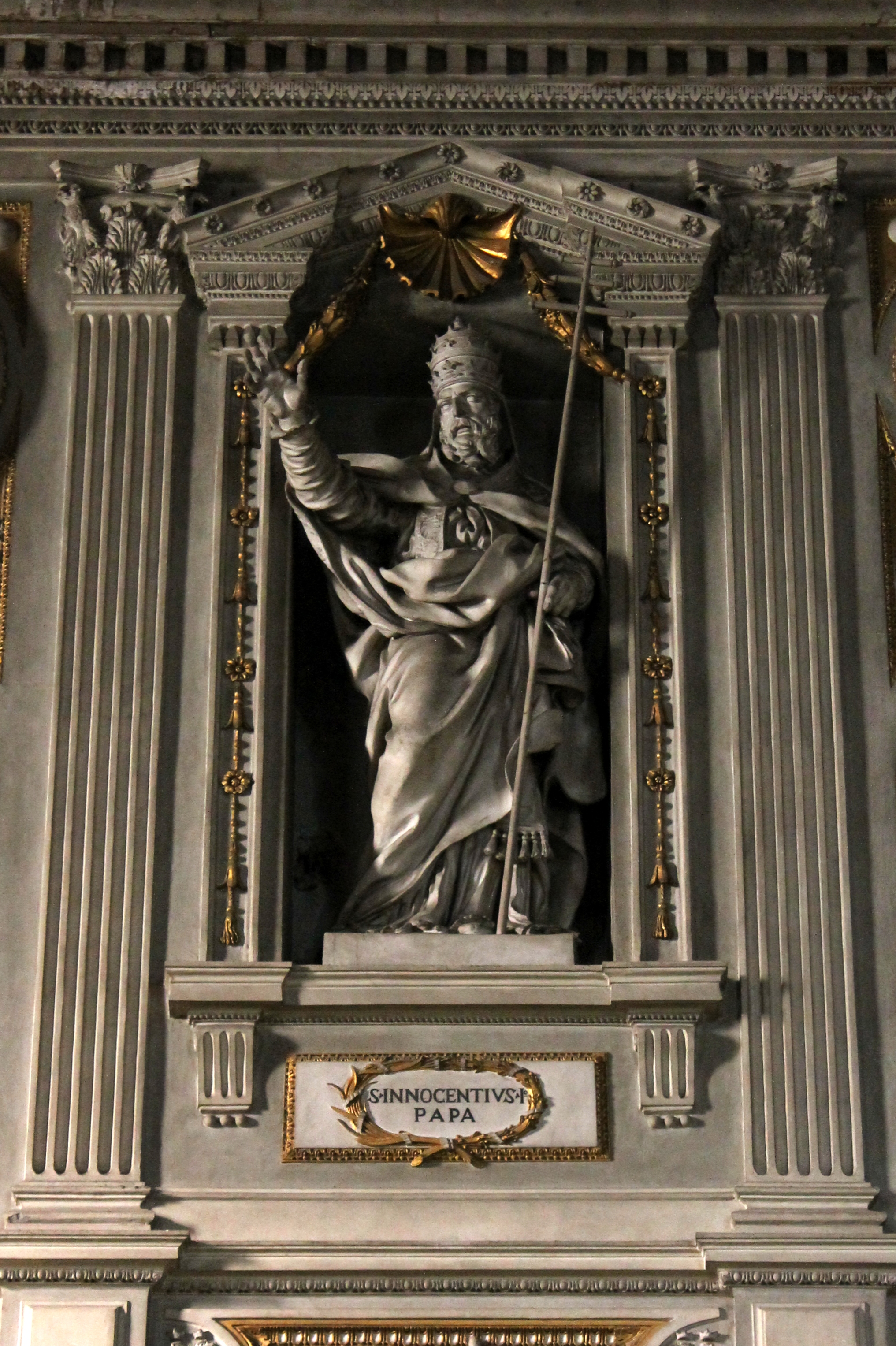
Paolo Naldini, statue du pape Innocent Ier, basilique Saint-Martin de Rome (rione Monti).

On sait très peu de choses sur sa vie avant son élévation sur le trône de Pierre. Il grandit parmi le clergé au service de l'Église. Après la mort d'Anastase en décembre 401, il est choisi à l'unanimité comme évêque de Rome par le clergé et le peuple.
Innocent succède, selon saint Jérôme, au pape Anastase Ier le 21 décembre 401. Son pontificat, qui affirme avec force le primat romain, reste l'un des plus importants de cette période tragique où l'Empire romain est en train de vivre ses dernières années en Occident.
Innocent affirme avec force, concernant la discipline ecclésiastique, le principe selon lequel toutes les Églises doivent se conformer à la doctrine et aux traditions de l'Église de Rome. Ses interventions doctrinales concernent en particulier la liturgie et les sacrements. Dès le début de son pontificat, il se comporte comme le chef de toute l'Église, tant occidentale qu'orientale.
Innocent ne perd aucune occasion de maintenir et d'étendre l'autorité du siège apostolique romain, considéré comme l'arbitre final de tous les conflits ecclésiastiques. Le fait que de telles opportunités soient nombreuses et variées ressort clairement de ses communications avec Victrice de Rouen, Exupère de Toulouse, Alexandre d'Antioche et d'autres, ainsi que de la façon dont il agit lorsque Jean Chrysostome lui fait appel contre Théophile d'Alexandrie.
Il adopte un point de vue décisif sur la controverse pélagienne. En 411, il confirme donc la condamnation contre Célestius, qui soutient le point de vue pélagien. La même année, il écrit également aux pères du synode numide de Mileve qui ont fait appel à lui. Peu de temps après, cinq évêques africains, parmi lesquels saint Augustin d'Hippone, écrivent une lettre personnelle à Innocent expliquant leur propre position sur le pélagianisme. Il conforte les décisions du synode de la province d'Afrique proconsulaire, qui se tient à Carthage en 416. En outre, il agit comme métropolite des évêques d'Italie suburbicaire,.
En 416, il intervient pour protéger les monastères fondés par saint Jérôme à Bethléem, qui sont attaqués par des bandes armées ; il proteste contre Jean II, évêque de Jérusalem, qui laisse faire. Une de ses décrétales est adressée à Jérôme et une autre à l'évêque concernant les ennuis auxquels le premier a été soumis par les Pélagiens à Bethléem.
L'historien Zosime, dans son Histoire nouvelle, suggère que lors du sac de Rome par Alaric le 24 août 410, Innocent Ier est prêt à autoriser les pratiques païennes privées à titre temporaire : il refuse à la population affamée la permission d'offrir aux dieux des sacrifices publics, mais il tolère les sacrifices clandestins. Zosime suggère également que cette tentative des païens de restaurer le culte public échoue en raison du manque d'intérêt du public, ce qui suggère que Rome au siècle précédent a été définitivement et avec succès gagnée au christianisme.
Au même moment, le pape discute avec l'empereur romain Flavius Honorius de l'opportunité de faire du chef wisigoth le commandant des forces impériales. Il est clair que le temps est révolu où l'Église s'accommode d'un gouvernement parcellaire où chaque évêque est totalement responsable de son diocèse sans rendre de compte à l'Église de Rome. Pour Innocent seule une autorité forte, autorité qui n'est plus assurée par l'Empire romain, peut garantir le salut de l'Église. Cette tendance déjà amorcée par ses prédécesseurs, Anastase Ier et surtout Sirice, va s'accentuer sous son pontificat à un point jamais atteint jusqu'à ces jours sombres. Il consolide l'autorité du Pape, renforce les liens avec les évêques d'Occident (Carthage, Tarragone, etc.) mais aussi d'Orient (Thessalonique) et exige que les problèmes de doctrine soient débattus à Rome. Il condamne ainsi vigoureusement le pélagianisme en approuvant les travaux du concile de Carthage de 416.
Il récupère plusieurs églises de Rome des novatiens et fait bannir les photiniens de la ville. Un édit drastique, que l'empereur Flavius Honorius promulgue depuis Rome (22 février 407) contre les manichéens, les montanistes et les priscillianistes, est très probablement établi en accord avec lui.
Ses relations avec la cour de Constantinople et le patriarcat œcuménique de Constantinople sont fluctuantes. Il refuse un partage de l'autorité avec le patriarche mais entretient de bonnes relations avec Jean Chrysostome pour lequel il intervient en vain lorsqu'en 403, celui-ci est exilé une première fois par les intrigues de l'impératrice Eudoxie.
Grâce à la générosité de Vestina, riche matrone romaine, Innocent peut faire construire et richement embellir une église dédiée aux saints Gervais et Protais, l'ancienne Titulus Vestinae, aujourd'hui la basilique San Vitale de Rome.
En 405, le pape Innocent envoie une liste de livres du canon biblique à un évêque gaulois, Exupère de Toulouse, incluant tous les livres qui seront finalement retenus au concile de Trente qui eut lieu plus de 1000 ans plus tard,,. Auparavant, en 367, Athanase d'Alexandrie avait fait circuler la 39e Lettre de Pâques mentionnant la liste des Saintes Écritures, à la fois de l'Ancien et du Nouveau Testament, qu'il qualifiait de « canonisées ».

## Siège et sac de Rome

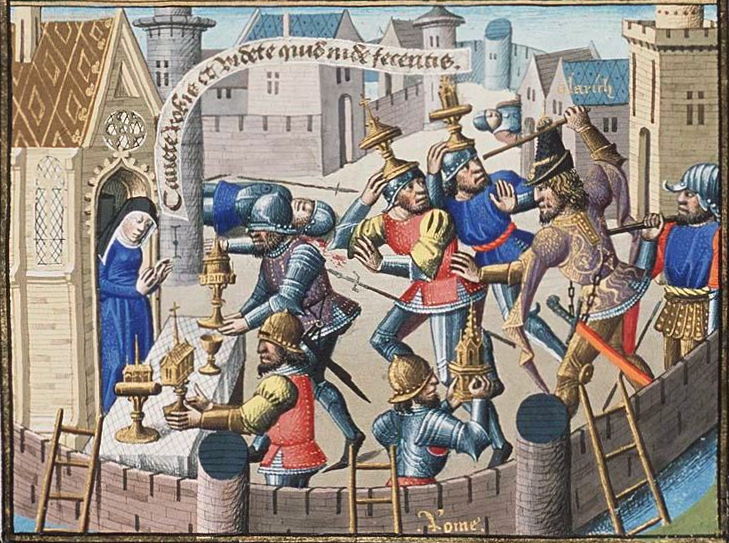
Maître François, Sac de Rome par Alaric, vers 1475.

Le siège et le sac de Rome par les Wisigoths d'Alaric en 408–410 constituent un événement tragique qui tire ses profondes motivations de la faiblesse de l'empire, désormais défendu uniquement par des interventions personnelles occasionnelles et non coordonnées de généraux plus ou moins vaillants et gouverné par des empereurs comme Flavius Honorius qui, depuis son refuge à Ravenne, ne se montre jamais à la hauteur de la situation, mais rejette assez timidement la responsabilité de la sécurité de l'État sur les sénateurs de Rome, qui ne peuvent que proposer de payer un tribut inutile. Lorsque, lors du premier siège, le chef des barbares déclare qu'il ne se retirerait qu'à condition que les Romains lui accordent une paix favorable, un groupe de sénateurs se rend auprès de Flavius Honorius à Ravenne pour tenter, si possible, de négocier la paix entre lui et les Wisigoths. Le pape Innocent rejoint cette ambassade, mais toutes ses tentatives pour promouvoir la paix sont vaines. Les barbares reprennent alors le siège et, le 24 août 410, ils entrent dans Rome. Selon Zosime, les dégâts causés par la peste et la famine sont si terribles, et l'aide divine semble si lointaine, que l'assentiment papal tacite est accordé pour réaliser la traditionnelle procession des sénateurs au Capitole proposée par le préfet païen Gabinius Barbarus Pompeianus.
Le pape et les autres ambassadeurs ne peuvent cependant regagner la ville. Cependant, la chute de Rome, racontée à la fois par Augustin d'Hippone et par saint Jérôme, ne marque pas le déclin de l'autorité papale, qui en ressort en effet plus qu'honorable. Il semble probable qu'Alaric, arien et donc chrétien, même s'il est hérétique, ait pu passer un accord avec le pape, s'il est vrai que, comme le rapporte Ferdinand Gregorovius sur la base des nouvelles de l'époque, « Alaric avait donné aux guerriers pleine liberté de pillage, ordonnant toutefois d'épargner la vie des habitants et de respecter les églises et notamment les basiliques des deux apôtres utilisées par les chrétiens comme lieu de refuge. ».
Innocent ne revient à Rome qu'en 412 ; son absence en un moment si tragique est interprétée comme permise par la Providence pour sauver le chef de l'Église.
Innocent est pape jusqu'à sa mort le 12 mars 417, jour où sa mémoire est célébrée. Selon le Liber Pontificalis, il est enterré dans la catacombe de Pontien sur la via Portuensis, avec son « père » et prédécesseur Anastase Ier. Son successeur est Zosime.

## Défense de Jean Chrysostome

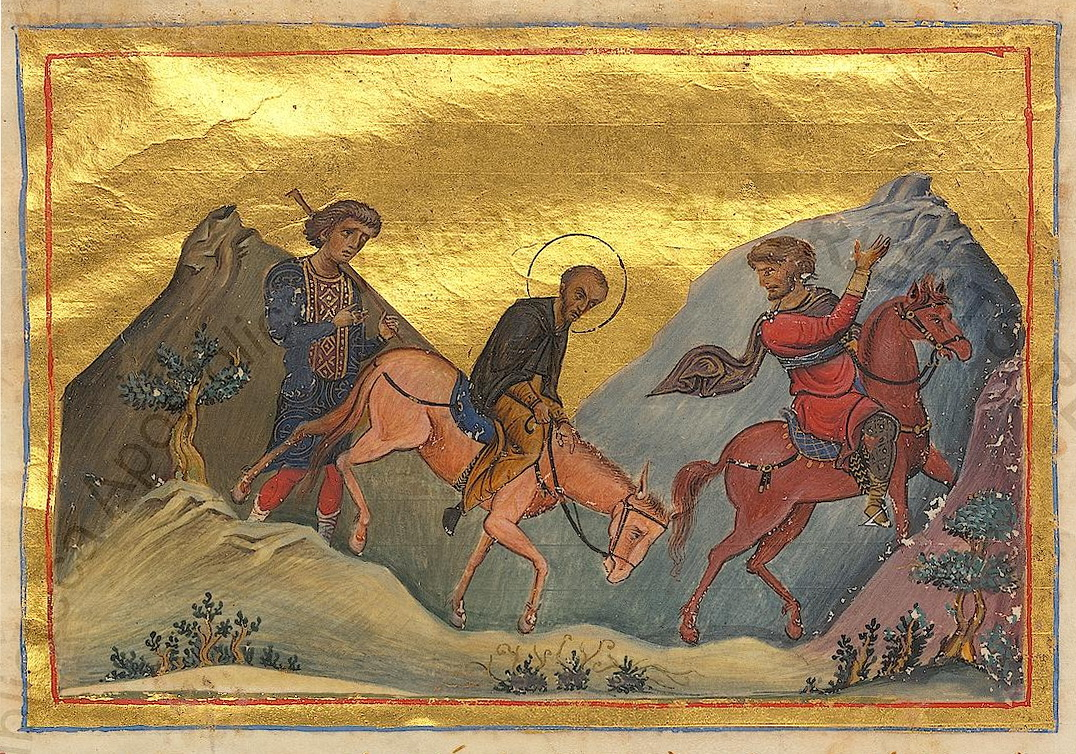
Jean Chrysostome en exil, Ménologe de Basile II.

Les chrétiens d’Orient exigent également une action énergique de la part du pape. Jean Chrysostome, évêque de Constantinople, persécuté par l'impératrice Eudoxie et le patriarche d'Alexandrie Théophile, se place sous la protection d'Innocent, qui a déjà été informé par Théophile de la déposition de Jean, à la suite du soi-disant concile du Chêne (ad quercum) réuni en 403 près de Chalcédoine, en Anatolie. Mais le pape ne reconnaît pas les conclusions du concile, convoque Théophile à un nouveau concile à Rome, réconforte Jean et écrit une lettre au clergé et au peuple de Constantinople dans laquelle il stigmatise sévèrement leur conduite envers l'évêque. Mais en réalité, ni le peuple ni le clergé ne sont hostiles à Jean, qui est en fait rappelé par acclamation populaire, puis exilé de nouveau en Arménie sous la pression de l'impératrice.
Innocent exprime son intention de convoquer un synode général à Thessalonique, devant lequel la question serait débattue et tranchée, et il en informe Flavius Honorius, qui écrit à plusieurs reprises à son frère, l'empereur d'Orient Arcadius, le suppliant de convoquer les évêques orientaux au synode de Thessalonique, devant lequel Théophile apparaîtrait pour expliquer ses positions. Mais Théophile jouit de la faveur d'Arcadius et les porteurs des lettres sont mal reçus ; le synode n'a donc jamais lieu, malgré les efforts du pape et de l'empereur d'Occident. Innocent reste en contact épistolaire avec Jean ; lorsque celui-ci, de son lieu d'exil, le remercie de sa sollicitude, le pape répond par une autre lettre réconfortante, que l'évêque exilé reçoit peu de temps avant sa mort, survenue en 407 (Epp. XI, XII). Innocent ne reconnaît jamais Arsatius de Tarse et Atticus, qui est élevé au siège de Constantinople à la place de Jean, déposé illégalement.
Après la mort de Jean Chrysostome, Innocent souhaite que le nom du patriarche décédé soit réhabilité, mais cela ne se produit qu'à la mort de Théophile en 412, bien que de nombreux autres évêques orientaux aient reconnu le tort qui lui a été causé.

## Origénisme et pélagianisme

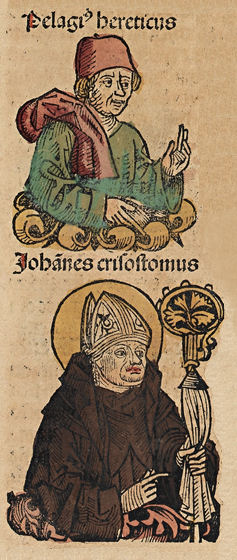
Michael Wolgemut, Wilhelm Pleydenwurff, Pélage et Jean Chrysostome dans La Chronique de Nuremberg, 1493.

L'autorité papale est invoquée par diverses parties, notamment dans les controverses origénistes et pélagiennes.
Saint Jérôme et les religieuses de Bethléem sont attaqués dans leurs monastères par les disciples de Pélage : un diacre est tué, et une partie des bâtiments est incendiée. Jean II de Jérusalem, évêque de Jérusalem, qui est en violent désaccord avec Jérôme sur la controverse origéniste, ne fait rien pour empêcher ces outrages. Par l'intermédiaire d'Aurèle de Carthage, évêque de Carthage, Innocent envoie à saint Jérôme une lettre de condoléances dans laquelle il l'informe qu'il usera de l'influence du siège de Rome pour réprimer de tels crimes, et que si Jérôme lui fournit les noms des coupables, il ira plus loin dans cette affaire. Le pape écrit en même temps une lettre d'exhortation à l'évêque de Jérusalem dans laquelle il l'accuse de négligence dans ses devoirs pastoraux.
Innocent est donc contraint de prendre parti dans la controverse pélagienne, qui soutient le primat du libre arbitre sur la grâce, sous la pression de l'Église africaine et de saint Augustin d'Hippone. Sur proposition de Paul Orose, le concile de Jérusalem porte la question de l'orthodoxie de Pélage devant le siège romain. En effet, le synode des évêques orientaux tenu à Diospolis en décembre 415, qui a été trompé par Pélage sur ses enseignements réels et l'a donc absous, propose à Innocent de se déclarer en faveur de l'hérétique. Sur la base du rapport d'Orose sur ce qui s'est passé à Diospolis, les évêques africains réunis en 416 dans un nouveau concile à Carthage confirment la condamnation déjà prononcée en 411 contre Célestius, qui partage les idées de Pélage. Les évêques de Numidie font de même au concile de Mileve. Les deux conciles rapportent leurs décisions au pape et lui demandent de les confirmer. Peu de temps après ces événements, cinq évêques africains, dont saint Augustin, écrivent à Innocent une lettre personnelle sur leurs positions concernant la question pélagienne. Innocent, dans sa réponse, félicite les évêques africains parce que, conscients de l'autorité du Siège apostolique, ils ont fait appel au trône de Pierre ; il rejette les enseignements de Pélage et ratifie les décisions prises par les conciles africains (Epp. XXVII-XXXIII), rejetant les conclusions de la réunion de Diospolis. Pélage envoie alors une profession de foi à Innocent, qui n'est cependant remise qu'à son successeur.

## Décrétales
Son souci de toutes les Églises est démontré par les nombreuses décrétales envoyées aux différents évêques. Trente-six d'entre elles forment le premier noyau des recueils canoniques, ou lettres encycliques, qui font partie intégrante du magistère ordinaire des pontifes. Elles ne se limitent pas à trancher les questions disputées, mais affirment avec force le primat doctrinal du siège apostolique, qu'Innocent essaie, sans grands résultats mais avec fermeté, d'étendre sur l'Église orientale.
Dans la lettre par laquelle il l'informe de son élection au siège de Rome, il confirme à l'archevêque Anisio de Thessalonique les privilèges qui lui avaient déjà été accordés par les papes précédents : lorsque l'Illyrie orientale est incluse dans l'Empire byzantin (379), le pape Damase Ier avait maintenu les anciens privilèges de la papauté sur ces terres ; son successeur Sirice avait accordé à l'archevêque de Thessalonique le droit de consacrer les évêques de cette région. Ces prérogatives sont donc confirmées par Innocent (Ep. I) qui, dans une lettre ultérieure (Ep. XIII, 17 juin 412 ), confie l'administration suprême des diocèses d'Illyrie orientale à l'archevêque Rufus de Thessalonique, en tant que représentant de l'Église de Rome. De cette dernière lettre naît la création du vicariat d'Illyrie, où les archevêques de Thessalonique sont considérés comme vicaires des papes.
Le 15 février 404, Innocent adresse une importante communication à Vittricius, évêque de Rouen (Ep. II), qui porte à son attention une série de questions disciplinaires. Les points controversés concernent la consécration des évêques, l'admission dans les rangs du clergé et les ordinations, les conflits entre clercs, les cas dans lesquels des questions importantes (cause majores) devraient passer du tribunal ecclésiastique au diocèse de Rome, le célibat, la réception des convertis des novatianistes ou donatistes en l'Église, les moines et les moniales. De manière générale, le pape indique que la discipline de l'Église romaine est la norme à suivre pour tous les autres évêques de tous les diocèses. Il adresse ensuite également une communication similaire aux évêques espagnols (Ep. III), parmi lesquels des difficultés sont apparues, notamment en ce qui concerne les évêques priscillianistes. Innocent règle cette question tout en résolvant d'autres problèmes de discipline ecclésiastique.
Des lettres de contenu similaire, sur des sujets disciplinaires, ou contenant des décisions sur des cas importants, sont envoyées à Esuperius, évêque de Toulouse (Ep. VI), aux évêques de Macédoine (Ep. XVII), à Decenzio, évêque de évêque de Gubbio (Ep. XXV) et à Felice, évêque de Nocera (Ep. XXXVIII). Des lettres plus courtes sont également envoyées à de nombreux autres évêques, dont une à Maximus et Severus, évêques britanniques, dans laquelle il ordonne que les prêtres qui, déjà ordonnés, ont engendré des enfants soient retirés de l'office sacré (Ep. XXXIX).

## Culte et reliques
Innocent est commémoré le 12 mars selon le Martyrologe romain, même si du XIIIe au XXe siècle, il est commémoré le 28 juillet.
Ses reliques peuvent avoir été déplacées vers la basilique Saint-Martin de Rome (rione Monti). Selon Widukind de Corvey, en 846, le pape Serge II autorise le déplacement des reliques de saint Innocent par le duc Liudolf de Saxe, avec celles de son prédécesseur Anastase Ier, dans la crypte de l'ancienne collégiale de Gandersheim, aujourd'hui abbaye de Gandersheim, où elles reposent jusqu'à ce jour. Des reliques ont également été apportées à l'église Notre-Dame Sainte-Marie de Glastonbury lors de sa consécration.